# Marino Magliani
Marino Magliani (Dolcedo, 30 luglio 1960) è uno scrittore e traduttore italiano.

## Biografia
Vive sulla costa olandese. Tra le sue prime opere pubblicate: Quattro giorni per non morire (Sironi, 2006; pubblicato nei Paesi Bassi da Serena Libri con il titolo De Vlucht van de Kolibrie), ambientato tra il Sud America e la Liguria; Il collezionista di tempo (Sironi 2007), diviso in quattro parti, infanzia, gioventù ed esilio di uno scrittore nei Paesi Bassi. In seguito, ha pubblicato per l'editore Longanesi Quella notte a Dolcedo (2008) e La tana degli Alberibelli (2009).
Nel 2011 esce per Instar Libri il romanzo La spiaggia dei cani romantici, pubblicato anche in olandese dall'editore Prometheus con il titolo Het strand van de romantische honden e in spagnolo da Iliada con il titolo di La playa de los perros románticos.
Tra i critici che si sono occupati di lui, Marco Rovelli, su Nazione Indiana, ha scritto: "Sono felice di aver conosciuto Marino Magliani prima di leggere un suo libro, e di averlo conosciuto nel suo ambiente olandese, nella sua casa nel condominio di IJmuiden, nel suo studio stretto e ingombro, di aver camminato con lui sulle sue spiagge olandesi, tra i bunker in faccia al mare. Così ho potuto riconoscerlo, nel libro che ho letto solo dopo, Quattro giorni per non morire. E ogni cosa, qui, la dico del libro e di Marino insieme, c'è come una soglia di indifferenza che mi impedisce di distinguere: perché, in ambedue i casi, il discorso articolato è lo stesso. Un discorso che disumani".
Nel 2010 con il romanzo La tana degli Alberibelli ambientato nelle terre del ponente ligure ha vinto il Premio Frontiere - Biamonti, Pagine sulla Liguria.
Suoi racconti ed estratti dei suoi lavori sono usciti sulla rivista Nuovi argomenti e sono stati pubblicati anche in inglese, tedesco e olandese. Ha partecipato a varie antologie, fra cui Delitti in provincia (Guanda, 2008), e Uscita Operai! (No Reply, 2008). Ha curato il dossier Scritture di Ponente (Atti Impuri, 2011) e il romanzo di Elio Lanteri La ballata della piccola piazza (Transeuropa, 2009).
Ha curato inoltre la raccolta di fiabe liguri C'era (quasi) una volta in Liguria (Zem edizioni 2011), e le fiabe italiane C'era (quasi) una volta (Senzapatria, 2011).
Nel 2012 ha ricevuto il premio LericiPea alla carriera, nella categoria "Liguri nel mondo". Nel 2017 ha ricevuto un premio alla carriera dal Comune di Olivetta San Michele e ha vinto il Premio Frontiere-Grenzen.
Il 30 agosto 2018 è uscito nella collana "Altrove" di Chiarelettere il suo romanzo Prima che te lo dicano altri, che si è aggiudicato il Premio Selezione Bancarella 2019, è finalista al Premio Alassio Centolibri - Un autore per l'Europa e ha vinto la XX edizione del Premio Augusto Monti.
Nel settembre 2019 gli è stato assegnato il Premio Mario Novaro - "La Riviera Ligure", giunto alla XXVIII edizione.
Nel maggio 2021 viene pubblicato il romanzo storico Il cannocchiale del tenente Dumont (L'Orma editore), che è inserito fra i 12 candidati al Premio Strega 2022.
Ad aprile del 2023, nell'anno del centenario della nascita dello scrittore Italo Calvino, Magliani pubblica il romanzo Il bambino e le isole (un sogno di Calvino), per l'editore 66thand2nd.
Nel giugno 2023 la casa editrice Exòrma pubblica il saggio Calvino, Biamonti, Magliani. Il racconto del paesaggio, lo sguardo, la luce a cura di Luigi Marfè, Claudio Panella, Luigi Preziosi, Fabrizio Scrivano, che mette in relazione i tre scrittori liguri.
Sue opere sono tradotte in inglese, francese, tedesco, olandese, rumeno, polacco, spagnolo, danese.

## Opere

### Romanzi
- Molo express (Centro Editoriale Imperiese, 1999), con prefazione di Giuseppe Conte
- L'estate dopo Marengo (Philobiblon, 2003)
- Quattro giorni per non morire (Sironi editore, 2006)
- Il collezionista di tempo (Sironi editore, 2007)
- Quella notte a Dolcedo (Longanesi, 2008)
- La tana degli Alberibelli (Longanesi, 2009)
- Colonia alpina Ferranti Aporti Nava (Senzapatria, 2010)
- La spiaggia dei cani romantici (Instar libri, 2011)
- Amsterdam è una farfalla (Ediciclo, 2011)
- Soggiorno a Zeewijk (Amos, 2014)
- Il canale bracco (Fusta editore, 2015)
- Aren'aria (Fusta editore, 2016)
- Il creolo e la costa (Fusta editore, 2016)
- L'esilio dei moscerini danzanti giapponesi (Exòrma Edizioni, 2017)
- Prima che te lo dicano altri (Chiarelettere, 2018)
- Il cannocchiale del tenente Dumont (L'Orma, 2021)
- Il bambino e le isole (66thand2nd, 2023)
- Materiali onirici di un somarello marino (hopefulmonster editore, 2024)
- Sporca faccenda, mezzala Morettini, con Marco Ferrari (Atlantide, 2024)
- Romanzo olandese (Scritturapura, 2025)

### Racconti
- Non rimpiango, non lacrimo, non chiamo (Transeuropa, 2010), con Vincenzo Pardini
- La ricerca del legname (:duepunti edizioni, 2012)
- Zoo a due (PerdisaPop 2013), con Giacomo Sartori, prefazione di Beppe Sebaste e copertina di Andrea Pazienza
- Liguria Spagna e altre scritture nomadi (Pellegrini, 2015) con Riccardo Ferrazzi
- Carlos Paz e altre mitologie private (Amos Edizioni, 2016)
- Animali non addomesticabili, con Giacomo Sartori, Paolo Morelli e Paolo Albani (Exòrma Edizioni, 2019)
- Andante crociera, illustrazioni di Chiara Fabbri Colabrich (Betti Editrice, 2022)
- Peninsulario (Italo Svevo, 2022)
- Corsica (Oligo, 2024)

### Poesie
- All'ombra delle palme tagliate (Amos Edizioni, 2018)

### Graphic novel
- Sostiene Pereira, illustrata da Marco D'Aponte e tratta dal romanzo omonimo di Antonio Tabucchi (Tunuè 2014)
- La ricerca del legname, illustrata da Marco D'Aponte (Tunuè, 2017)
- Quattro giorni (Miraggi 2020) tratto dal romanzo Quattro giorni per non morire (Sironi, 2006), sceneggiatura di Andrea B. Nardi, disegni di Marco D'Aponte.
- La luna e i falò, illustrata da Marco D'Aponte e tratta dal romanzo omonimo di Cesare Pavese (Tunué, 2020).[17]

### Traduzioni dallo spagnolo
- Carlos Alberto Montaner, La moglie del colonnello (Anordest, 2012), con Riccardo Ferrazzi.
- Fernando Velázquez Medina, Ultima rumba a L'Avana (Il Canneto, 2014), Con Riccardo Ferrazzi.
- Roberto Arlt, Acqueforti di Buenos Aires (Del Vecchio, 2014), con Alberto Prunetti.
- Adrían Giménez Hutto, La Patagonia di Chatwin (Nutrimenti, 2016), con Luigi Marfè.
- Gabriel Miró, Peréz Galdós, Vicente Blasco Ibáñez, Il molino a vento e altre prose (Galaad, 2015), con Riccardo Ferrazzi.
- Pablo d'Ors, L'amico del deserto (Quodlibet, 2016), con Riccardo Ferrazzi.
- Horacio Quiroga, Il delitto dell'altro (Pellegrini, 2016).
- Cesar Vallejo, Paco Yunque (Lo Studiolo, 2017).
- Haroldo Conti, Sudeste (Exorma, 2017), con Riccardo Ferrazzi.
- José Díaz Fernández, Blocao (Miraggi, 2018), con Riccardo Ferrazzi.
- Eugenio Cambaceres, Sin Rumbo (Arkadia, 2018).
- Enrique González Tuñon, Letti da un soldo (Arkadia, 2018), con Riccardo Ferrazzi.
- Ricardo Güiraldes, Xaimaca (Arkadia, 2019)
- Edmundo Paz Soldán, Gustavo Faverón Patriau, Bolaño selvaggio (Miraggi, 2019), con Giovanni Agnoloni.
- Daniel Guebel, L'uomo che inventava le città (Amos, 2020).
- Fernando Velázquez Medina, Caribe (Arkadia, 2020) con Riccardo Ferrazzi.
- José Luis Cancho, I rifugi della memoria (Arkadia, 2020).
- Roberto Arlt, Acqueforti spagnole (Del Vecchio Editore, 2020), con Alberto Prunetti.
- Haroldo Conti, Mascarò (Exorma, 2020).
- Noé Jitrik, I lenti tram (Amos, 2021), con Riccardo Ferrazzi.
- Fabio Morábito, Nessun nome per Emilio (Exorma, 2021), con Adrian Bravi.
- Ignacio Manuel Altamirano, Lettera a una poetessa (Lo Studiolo, 2021), con Riccardo Ferrazzi.
- Paco Inclán, Incidenti di percorso (Arkadia 2022).
- Félix Grande, Le strade (Pellegrini Editore 2022), con Alessandro Gianetti
- Carlos Castán, Il museo della solitudine (Arkadia,2022), con Alessandro Gianetti.
- Sylvia Saítta, Arlt. Lo scrittore nel bosco di mattoni. Una biografia (Miraggi Edizioni, 2022), con Riccardo Ferrazzi
- Elvio Gandolfo, I Luoghi. (Arkadia, 2022), con Riccardo Ferrazzi
- Juan Montalvo, I capitoli dimenticati di Cervantes. (Arkadia, 2023) con Alessandro Gianetti
- José Díaz Fernández, Ottobre rosso nelle Asturie. Storia della rivoluzione (Spartaco, 2023)
- Salvador Gargiulo, Alejandro Winograd, Gonzalo Monterroso, Alberto Muñoz, Islario fantastico argentino (Tarka, 2023)
- Federico García Lorca, Romancero gitano (Pellegrini, 2023), con Riccardo ferrazzi
- Eduardo Laporte, Tempo ordinario (Arkadia, 2024), con Riccardo Ferrazzi.
- Julio Manuel de la Rosa, L'ultima battaglia (Scritturapura, 2024), a cura di Alessandro Gianetti
- Luciano Hernández, Dizionario universale delle creature fantastiche (Tarka, 2024), con Riccardo Ferrazzi
- David Eloy Rodriguez, Le possibilità (Arkadia, 2025), con Riccardo Ferrrazzi
- José Luis Cancho, Quaderno d'inverno (Arkadia, 2025), a cura di Alessandro Gianetti
- Benito Pérez Galdós, Miao (Altrevoci, 2025), con Alessandro Gianetti

### Traduzioni dal nederlandese
- Annette Lavrijsen, Shinrin Yoku, Ritrovare il benessere con l'arte giapponese (Giunti Editore, 2018), con Daniela Tasca.
- Roberto Pennino, Gli immortali del Grande Torino (Bradipo Libri, 2019), con Daniela Tasca.

### Libri per bambini
- Rosalía Chavelas (autrice), Natalía Gurovich (illustratrice), L'arancia di Sonia (Betti Editrice, Libri di Mompracem, 2021), con Riccardo ferrazzi.
- C'era (quasi) una volta in Liguria, il cui ricavato è andato in beneficenza alla Comunità di San Benedetto al Porto di Don Gallo. Disegni di Libereso Gugliemi (Edizioni Zem).
- C'era quasi una volta in Italia, illustrazioni di Marco D'Aponte (Senza Patria) Con Lucia saetta e Zena Roncada, Carlo Cannella. Il cui ricavato è andato a NutrAid, per i bambini affamati.

## Premi e riconoscimenti
"Alla carriera":
- Premio LericiPea "Liguri nel mondo" (2012)
- Premio La Quercia del Myr (2017)
- Premio Olivetta San Michele (2017)
- Premio Renzo Laurano per la “Ligusticità oltre confine” (2018)
- Premio Plus Ultra (2019)
- Premio Mario Novaro - "La Riviera Ligure" (2019)

Per La tana degli Alberibelli:
- Vincitore del Premio Frontiere - Biamonti, Pagine sulla Liguria (2010)

Per Non rimpiango, non lacrimo, non chiamo:
- Vincitore del Premio Tracce di territorio (2010)
- Finalista al Premio Settembrini (2011)

Per Amsterdam è una farfalla:
- Finalista al Premio L'Albatros – Città di Palestrina (2011)

Per Zoo a due:
- Finalista al Premio Settembrini (2013)
- Finalista al Premio Joyce Lussu - Città di Offida (2013)

Per Soggiorno a Zeewijk:
- Finalista al Premio L'Albatros – Città di Palestrina (2016)
- Vincitore del Premio letterario Francesco Gelmi di Caporiacco (2016)

Per Carlos Paz e altre mitologie private:
- Vincitore del Premio letterario Chianti (2017)

Per i racconti Sabbia:
- Vincitore del Premio Frontiere-Grenzen (2017)

Per L'esilio dei moscerini danzanti giapponesi:
- Vincitore del Premio L'Albatros – Città di Palestrina (2018)

Per Prima che te lo dicano altri:
- Vincitore del Premio Selezione Bancarella (2019)
- Vincitore del Premio Augusto Monti (2019)
- Finalista Premio Alassio Centolibri - Un Autore per l'Europa (2019)

Per Il cannocchiale del tenente Dumont:
- Selezionato nella dozzina del Premio Strega (2022)
- Vincitore Premio Sergio Maldini (2022)
- Finalista Premio Chianti (2023)

Per Il bambino e le isole:
- Vincitore Premio Cespola (2023)
- Finalista al Premio Letterario Merano Europa (2024)
- Finalista al Premio Alassio Cento Libri Europa (2024)